# Никербокер, Хьюберт Ренфро
Хьюберт Ренфро Никербокер (англ. Hubert Renfro Knickerbocker; 31 января 1898, Йокум, Техас — 12 июля 1949, близ Бомбея) — американский журналист, публицист и автор нескольких книг о европейской политике. Лауреат Пулитцеровской премии.

## Биография
Окончив Юго-Западный университет в 1917 году, служил солдатом на границе с Мексикой, затем в 1919 году поступил на психологический факультет Колумбийского университета. В 1922—1923 годах изучал психологию в Мюнхенском университете, был свидетелем Пивного путча. Вскоре после работал корреспондентом в Германии для Public Ledger и Evening Post. В 1928 году получил назначение шеф-корреспондентом обоих изданий. В 1923—1933 годах провёл в Германии, в 1925—1927 годах некоторое время работал в Москве на United Press International. Писал статьи для немецких ежедневных газет Vossische Zeitung и Berliner Tageblatt. За цикл статей о пятилетке в СССР, написанных для журнала Public Ledger, в 1931 году удостоился Пулитцеровской премии. После прихода к власти национал-социалистов Никербокер был вынужден покинуть Германию за критику Гитлера. Долгое время путешествовал по Европе, комментируя ход Второй мировой войны. Писал репортажи о Итало-эфиопской войне, Гражданской войне в Испании, Японо-китайской войне, аншлюсе Австрии, Мюнхенском соглашении, поражении Франции и битве за Британию. Работал корреспондентом Chicago Daily News в числе 200 журналистов на Эвианской конференции, проходившей 6—15 июля во французском Эвьян-ле-Бен на Женевском озере. В последующие годы занимался общественной работой, агитируя за вступление США в войну против нацистской Германии. С 1941 года работал ведущим иностранным корреспондентом Chicago Sun в регионах Южного Тихого океана и Северной Африки. В конце войны писал репортажи из Европы. После войны работал на радио в Нью-Джерси. В 1949 году вместе с несколькими другими журналистами погиб в авиакатастрофе под Бомбеем. Похоронен на христианском кладбище Севри в Мумбаи. Статьи Никербокера опубликованы на английском и немецком языках.